# Rafał Sarnecki (kolarz)
Rafał Sarnecki (ur. 8 stycznia 1990 roku w Grudziądzu) – polski kolarz torowy, wielokrotny mistrz Polski, medalista mistrzostw Europy oraz olimpijczyk z Rio de Janeiro w 2016 roku.

## Kariera sportowa
Obecnie jest zawodnikiem Autonomicznej Ludowej Kolarskiej Sekcji STAL Grudziądz. Pierwszym jego klubem był UKS "TANDEM" Grudziądz.
| Rok  | Zawody                       | Konkurencja                                                                            | Pozycja |
| ---- | ---------------------------- | -------------------------------------------------------------------------------------- | ------- |
| 2008 | Mistrzostwa świata juniorów  | Sprint drużynowo (z Karolem Kasprzykiem oraz Grzegorzem Drejgierem)                    |         |
| 2008 | Mistrzostwa Europy juniorów  | Sprint drużynowo (z Karolem Kasprzykiem oraz Grzegorzem Drejgierem)                    |         |
| 2012 | Mistrzostwa Europy do lat 23 | Sprint drużynowo (z Krzysztofem Makselem oraz Grzegorzem Drejgierem)                   |         |
| 2014 | Mistrzostwa Polski           | Sprint drużynowo (z Krzysztofem Makselem, Grzegorzem Drejgierem oraz Mateuszem Lipą)   | [ 1 ]   |
| 2015 | Mistrzostwa Europy           | Sprint drużynowo (z Krzysztofem Makselem oraz Grzegorzem Drejgierem)                   | [ 2 ]   |
| 2015 | Mistrzostwa Polski           | Keirin                                                                                 | [ 3 ]   |
| 2015 | Mistrzostwa Polski           | Sprint drużynowo (z Krzysztofem Makselem oraz Grzegorzem Drejgierem)                   | [ 4 ]   |
| 2016 | Mistrzostwa Polski           | Sprint drużynowo (z Krzysztofem Makselem oraz Mateuszem Rudykiem)                      | [ 5 ]   |
| 2017 | Mistrzostwa Polski           | Sprint drużynowo (z Krzysztofem Makselem, Mateuszem Rudykiem oraz Mateuszem Lipą)      | [ 6 ]   |
| 2018 | Mistrzostwa Polski           | Sprint drużynowo (z Krzysztofem Makselem, Mateuszem Rudykiem oraz Mateuszem Lipą)      | [ 7 ]   |
| 2019 | Mistrzostwa Polski           | Sprint drużynowo (z Mateuszem Rudykiem oraz Krzysztofem Makselem)                      | [ 8 ]   |
| 2020 | Mistrzostwa Polski           | Sprint drużynowo (z Krzysztofem Makselem, Mateuszem Rudykiem oraz Cezarym Łączkowskim) | [ 9 ]   |
| 2021 | Mistrzostwa Polski           | Sprint drużynowo (z Mateuszem Rudykiem oraz Krzysztofem Makselem)                      | [ 10 ]  |
| 2022 | Mistrzostwa Polski           | Sprint drużynowo (z Mateuszem Rudykiem oraz Krzysztofem Makselem)                      | [ 11 ]  |
| 2023 | Mistrzostwa Polski           | Sprint drużynowo (z Mateuszem Rudykiem oraz Tomaszem Dobrzyńskim)                      | [ 12 ]  |
| 2024 | Mistrzostwa Europy           | Sprint drużynowo (z Mateuszem Rudykiem, Danielem Rochną oraz Maciejem Bieleckim)       | [ 13 ]  |